# Морагес, Жозеп
Жозеп Чоло Морагес (кат. Josep Cholo Maragues; 14 апреля 1963) — андоррский футболист, защитник. Выступал за национальную сборную Андорры.

## Клубная карьера
В сезоне 1996/97 играл за клуб «Принсипат», который выступал в чемпионате Андорры. Позже, с 2003 года по 2004 год являлся игроком клуба «Санта-Колома».

## Карьера в сборной
13 ноября 1996 года национальная сборная Андорры проводила свой первый международный матч против Эстонии и Исидре Кодина вызвал Жозепа в стан команды. Товарищеская встреча закончилась поражением сборной карликового государства со счётом (1:6), Морагес отыграл все 90 минут поединка. Этот матч стал для Жозепа Морагеса единственным в составе сборной.